# Цейтлин, Гилель
Гилель Цейтлин или Цайтлин (1871, местечко Корма, Могилёвская губерния — 1942, на пути в Треблинку) — религиозный еврейский писатель

, философ

 и публицист. Вначале писал на иврите. После Кишинёвского погрома (1903) примкнул к лагерю территориалистов и стал сотрудничать в газетах, выходивших на идише. Вернулся к ортодоксальной религиозности и стал одним из крупнейших еврейских религиозных философов своего времени.

## Биография
Родился в местечке Корма, Могилёвской губернии, на берегу Сож в хасидской семье, получил образование в духе Хабада течения Копыст. Первоначальное образование получил в хедере и у своего отца, Агарона-Элиэзера, обладавшего обширными познаниями в еврейской религиозной литературе. Уже в возрасте 11 лет Цейтлин приобрёл славу юного гения (иллуй). Самостоятельно изучил средневековую еврейскую философию, светские науки и литературу Хаскалы.
В 1887 году, когда Гилелю было 16 лет, его отец разорился, и он был вынужден самостоятельно зарабатывать себе на жизнь. Некоторое время скитался как меламед по маленьким местечкам Белоруссии, в 1901—1904 годах преподавал в городе Рославль Смоленской губернии. В Гомеле Цейтлин сблизился с кружком местной интеллигенции, в который входили И. Х. Бреннер, У. Н. Гнесин и другие. В это время Цейтлин начинает заниматься литературной деятельностью.
В 1903 году он становится постоянным сотрудником санкт-петербургской газеты на иврите «Ха-Зман», а позже и членом её редколлегии. Благодаря ярким выступлениям на страницах газеты молодой публицист быстро приобретает популярность в среде российского еврейства.
Около 1906 года Цейтлин возвратился к соблюдению заповедей Торы и со временем стал одним из крупнейших еврейских религиозных философов своего времени.
В 1907 году Гилель Цейтлин поселился в Варшаве, где в течение всей жизни сотрудничал в газетах на идише: «Хайнт» и «Момент».
В этот период дом Цейтлина в Варшаве стал местом встречи еврейских интеллектуалов, принадлежавших к различным философским и политическим течениям.
В 1942 году, облачённый в талит и тфилин, Гилель Цейтлин скончался в эшелоне, увозившем евреев в лагерь смерти Треблинку.
Почти вся семья Гилеля Цейтлина погибла во время Холокоста. Уцелеть удалось лишь его сыну, Аарону. Весной 1939 года он, популярный варшавский поэт и драматург, был приглашён в Нью-Йорк для постановки одной из его пьес и назад уже вернуться не смог. Узнав, по окончании войны, о гибели отца, Аарон принял американское гражданство. Был сотрудником нью-йоркской ежедневной газеты «Моргн журнал» и профессором еврейской литературы в Еврейской теологической семинарии. Аарон Цейтлин оказал значительное влияние на еврейскую культурную жизнь в послевоенной Америке.

## Творческое наследие
Первая крупная философская работа Цейтлина — «Ха-тов ве-ха-ра» («Добро и зло») — была опубликована на иврите в 1899 («Ха-Шиллоах», № 5) и вскоре переведена на идиш. В ней Цейтлин проводит всеобъёмлющий анализ понимания добра и зла в истории всех мировоззрений.
В 1900 году Цейтлин опубликовал монографию о Барухе Спинозе. В 1905 году вышла его книга о Ницше. По словам Цейтлина, у Ницше под маской безбожника скрывался «страстный, вплоть до помешательства, искатель Бога».
Погромы, прокатившиеся по югу России в 1903-м и 1905—1906 годах потрясли Цейтлина, и в 1905 году он опубликовал работу «Аль ха-зевах» («О жертвоприношении» или «О резне»), в которой выразил глубокую тревогу по поводу судьбы еврейского народа. Цейтлин подчёркивал значительную разницу между высокими идеями сионизма и той печальной действительностью, в которой еврейский народ находится в диаспоре, страдая от бедности, голода и преследований.
Гилель Цейтлин был популярным и влиятельным публицистом, одним из властителей дум поколения. Так, Ицхак Саде, основатель Пальмаха, писал в своих воспоминаниях, что именно выступления Цейтлина побудили его посвятить себя делу создания еврейских вооруженных сил. Большое влияние на современников оказали «Бривелех цу дер идишер югнт» — «Письма к еврейскому юношеству», напечатанные в газете «Хайнт» и включённые затем в книгу «Дер алеф-бейс фун иднтум» («Букварь иудаизма», Варшава, 1912). Современники сравнивали значение этой работы Цейтлина для сохранения авторитета иудаизма среди молодого поколения со значением «Путеводителя растерянных» Маймонида. Стремясь связать современную философскую мысль с многовековой еврейской традицией, Цейтлин попытался дать ответы на основные вопросы, поставленные современностью: о цели жизни отдельного человека и цели мирового исторического процесса, о месте еврейского народа среди народов мира, о Мессии и об открытии Божественного начала в душе человека. Книга неоднократно переиздавалась на разных языках. В вопросе о роли сионизма в процессе избавления взгляды Цейтлина были близки к взглядам рава А.-И. Кука.
Цейтлин написал ряд трудов, посвящённых хасидизму, в том числе книгу «Дер алтер ребе» — об основателе Хабада рабби Шнеуре Залмане из Ляд (была сначала опубликована в 1912-13 годах в виде серии статей в газете «Дер Момент»); книгу «Ха-хасидут ле-шитоте`а у-зраме`а» («Хасидизм, его направления и течения», Варшава, 1910).
Ещё в своей первой статье он обещал написать книгу, посвящённую рабби Нахману из Брацлава, одна из его последних статей называется «Оро шель машиах бе-торат ха-браслави» («Свет Мессии в учении брацлавского цаддика»). Рабби Нахману посвящены также две работы Цейтлина: «Рабби Нахман ми-Браслав, хаяв, сфарав ве-торато» («Рабби Нахман из Брацлава, его жизнь, книги и учение», 1910) и «Реб Нахман Брасловер, дер зеер фун Подолие» («Рабби Нахман из Брацлава, провидец из Подолии» — в газете «Момент», 1932-33; в виде книги — 1952, Н.-Й.).
В годы Первой мировой войны Цейтлин обратился к изучению еврейского мистицизма. По его мнению, иудаизму изначально более присущ мистицизм, чем рационализм. Этой теме посвящены его книги: «Аль гвуль шней оламот» («На границе двух миров», «Ха-Ткуфа», 4, 1919), «Кадмут ха-мисторин бе-Исраэль» («Древность еврейской мистики» — «Ха-Ткуфа», 5, 1921) и другие.
В начале 1920-х годов Цейтлин занялся переводом с арамейского на иврит книги Зогар (был издан комментированный перевод начальных глав) и написал исследование «Мафтеах ле-сефер ха-Зохар» («Ключ к книге Зогар»), где в систематической форме изложил основную концепцию книги.
В последний период жизни Цейтлина в его творчестве с особой силой отражается предчувствие надвигающейся Катастрофы. В книге «Сафран шель йехидим» («Хранитель книг для избранных», Варшава, 1928) Цейтлин писал, что исправление мира может быть достигнуто путём преобразования жизни каждого отдельного человека и всего общества по законам Торы. Несколько глав книги написаны им на арамейском языке в стиле книги Зогар. Цейтлин обращался к «избранным среди избранных» с призывом присоединиться к организуемым им кружкам «Бней хейхала» (`Сыновья Храма` по-арамейски). По замыслу Цейтлина, члены этих кружков должны были путём самоусовершенствования, молитвы и изучения священных книг возродить «истинный хасидизм» рабби Исраэля Бааль-Шем-Това, поднять духовный уровень еврейского народа и таким образом предотвратить надвигающуюся катастрофу. В том же году Цейтлин опубликовал книгу «Давар ла-аммим» («Обращение к народам мира»), в которой он призывает народы мира к исполнению воли Творца и прекращению гонений против евреев, которые отдаляют избавление.
Последняя книга Цейтлина «Дмама ве-коль» («Безмолвие и голос», 1936), написанная накануне Второй мировой войны, подводит итоги его духовных исканий. В ней он призывает евреев вернуться в Землю Израиля для того, чтобы построить там еврейское государство, основанное на заповедях Торы, восстановить Синедрион и очиститься духовно.

### Произведения
- Гилель Цейтлин. Кто и когда написал книгу «Зоар»? // Лехаим. — 2008. — № 2(190).
- Гилель Цейтлин. Учение «Зоара» о душе человеческой // Лехаим. — 2008. — № 1(189).